# 东谷镇
东谷镇，原为东谷乡，是中华人民共和国四川省甘孜藏族自治州丹巴县下辖的一个乡镇级行政单位。2019年12月，撤销东谷乡、水子乡，以原东谷乡和原水子乡纳交一村、纳交二村、科里村所属行政区域为东谷镇的行政区域，东谷镇人民政府驻东谷村1组52号。

## 行政区划
东谷镇下辖以下地区：
井备村、东谷村、三卡子村、东马村、牦牛村、永西村、二卡子村、国如村、邓巴村、拔冲村和阴山村。